# 291ギャラリー
291ギャラリー（にきゅういち-。291 Gallery）とは、アルフレッド・スティーグリッツが、ニューヨーク市の5番街291番地に、1905年から1917年まで開設したギャラリー。当初は、「フォトセセッションの小ギャラリー」（Little Galleries of Photo-Secession）という名称であったが、その住所から「291ギャラリー」と呼ばれるようになり、1908年に改称した。
もともとは、その名前のとおり、フォト・セセッションのための展示スペースであったが、次第に、写真だけではなく、ヨーロッパの前衛美術を紹介するスペースとなっていき、次のような作家の展示が行われた。
ヨーロッパ出身の作家では、ロダン（Auguste Rodin, 1908年開催）、マティス、ピカソ、セザンヌ、ロートレック、ピカビア、ブランクーシなど。
アメリカ出身の作家では、
- ジョン・マリン（John Marin; 1870年-1953年, 1910年開催）
- マースデン・ハートレー（Marsden Hartley; 1877年-1943年）
- アーサー・ダヴ（Arthue Dove; 1880年-1946年）
- マックス・ウェーバー（Max Weber; 1881年-1961年）
- ジョージア・オキーフ（Georgia O'Keeffe; 1887年-1986年, 1916年に開催、最後の展覧会企画）

など。
上記の企画やその他を通じて、アメリカの前衛美術や前衛美術家をサポートしたため、美術家や収集家がこのギャラリーに集い、いわば、"291 Circle" または "Stieglitz Circle"と呼ばれるようなグループを形成した。
人脈も含め、これが、アーモリーショーやニューヨーク・ダダへもつながっていった。

## 関連情報
- マリウス・デ・サヤス（英語版）（Marius De Zayas; 1880年-1961年）が中心となって、『291（英語版）』というタイトルのダダの雑誌を、1915年から1916年までニューヨークにて刊行していた。スティーグリッツや291ギャラリーは、この雑誌の編集に直接かかわってはいない模様であるが、財政面も含めて、バックアップをしていたと推測される。
- フランシス・ピカビアが発行したダダの雑誌、『391』（1917年-1924年）のタイトルは、このギャラリーおよび雑誌『291』に敬意を表してつけられたものである。
- 291ギャラリー閉鎖後に、スティーグリッツは、別のギャラリーを開いているが、その名称および期間は以下の通り。
  - インティメイト・ギャラリー（The Intimate Gallery; 1925年-1929年）
  - アメリカン・プレイス（An American Place; 1929年-1950年)